# Pedro Taborda
Pedro Manuel Taborda Moreira (nascut el 22 de juny de 1978) és un exfutbolista professional portuguès que va jugar de porter.

## Carrera de club
Taborda va néixer a Covilhã. En una carrera sènior de 20 anys, transcorreguts principalment a la Segona Lliga del seu país, va participar en 68 partits a la Primeira Liga, tots menys un en representació de l'Associação Naval 1º de Maio del 2005 al 2008; el seu debut a la competició va tenir lloc el 21 d'agost de 2005 amb ja 27 anys, quan va ajudar a la victòria fora de casa per 2-0 contra el Vitória SC, on el seu equip va acabar amb vuit jugadors.
Taborda es va retirar el juny de 2017 als 39 anys, convertint-se en entrenador de porters del seu darrer club, el Moreirense FC. Va jugar tres temporades i mitja a la Lliga Romanesa I, amb el FC Politehnica Timișoara i el FC Brașov.

## Palmarès
Moreirense
- Taça da Liga: 2016–17[7][8][9]